# Erik Mast
Erik Mast (Hemiksem, 15 mei 1966) is een Belgisch componist, muziekpedagoog, dirigent, arrangeur en bastrombonist.

## Levensloop
Mast kreeg zijn eerste muziekles in 1972 van zijn grootvader Jozef Mast, een baritonsaxofonist, en van zijn vader Florent Mast, een trombonist. Van Marcel Slootmaeckers kreeg hij solfègeles. Vanaf 1974 kreeg hij les aan de stedelijke muziekacademie in Hemiksem van Corneel Lamberts, die toen hoornist bij De Philharmonie van Antwerpen was, het huidige Antwerp Symphony Orchestra. Later studeerde hij aan het Koninklijk Vlaams Conservatorium Antwerpen bij Frits Celis (transpositie), Frans Dubois (solfège), Carl Smits (bastrombone) en Theo Mertens (kamermuziek). 
Na het behalen van zijn diploma's was hij van 1990 tot 1993 docent voor koperinstrumenten en kamermuziek aan de muziekacademies Beveren, Deurne en Berchem. 
Als trombonist speelde hij vanaf 1985 in de Brass Band Terpsichore, toen nog onder leiding van Paul Anné. Vanaf 1987 speelde hij als vaste vervanger en freelancetrombonist bij verschillende beroepsorkesten, zoals het Nationaal Orkest van België, het toen nog anders geheten Antwerp Symphony Orchestra, het orkest van de Koninklijke Muntschouwburg, het Rotterdams Philharmonisch Orkest en het orkest I Fiamminghi. Verder werkte hij mee in diverse ensembles zoals het koperensemble Theo Mertens, het Gabrieli koperensemble en het trombonetrio Bucina. Van 1993 tot 2003 was hij als bastrombonist verbonden bij het orkest van de Vlaamse Opera. In 1999 speelde hij als freelance trombonist mee met het London Philharmonic Orchestra.
Sinds 1990 is hij dirigent van de Koninklijke Harmonie De Vrede Aartselaar. Verder dirigeert hij sinds 2001 de Concertband De Scheldezonen Hoboken alsook de Koninklijke Fanfare De Lindekring Zoersel.
Als componist schreef hij werken voor HaFaBraorkesten en kamermuziek.

## Composities

### Werken voor harmonie- of fanfareorkest of brassband
- Capriccio, voor tuba (solo) en harmonie- of fanfareorkest of brassband

### Kamermuziek
- Triptiek, voor trombone en piano
- Capriccio, voor tuba en piano
- Triptiek, voor tuba en piano